# Morrisonville (Nova York)
Morrisonville és una concentració de població designada pel cens dels Estats Units a l'estat de Nova York. Segons el cens del 2000 tenia 1.702 habitants.

## Demografia
Segons el cens del 2000, Morrisonville tenia 1.702 habitants, 648 habitatges, i 463 famílies. La densitat de població era de 253,7 habitants/km².
Dels 648 habitatges en un 35,3% hi vivien nens de menys de 18 anys, en un 56,3% hi vivien parelles casades, en un 10,5% dones solteres, i en un 28,4% no eren unitats familiars. En el 21,5% dels habitatges hi vivien persones soles el 10% de les quals corresponia a persones de 65 anys o més que vivien soles. El nombre mitjà de persones vivint en cada habitatge era de 2,6 i el nombre mitjà de persones que vivien en cada família era de 3,01.
Per edats la població es repartia de la següent manera: un 26,4% tenia menys de 18 anys, un 7,8% entre 18 i 24, un 28,8% entre 25 i 44, un 23,9% de 45 a 60 i un 13% 65 anys o més.
L'edat mediana era de 38 anys. Per cada 100 dones de 18 o més anys hi havia 90,1 homes.
La renda mediana per habitatge era de 48.409 $ i la renda mediana per família de 53.550 $. Els homes tenien una renda mediana de 34.167 $ mentre que les dones 25.368 $. La renda per capita de la població era de 18.225 $. Entorn del 12,8% de les famílies i el 15,2% de la població estaven per davall del llindar de pobresa.